# Iniciace (chemie)
Iniciace je chemická reakce, která vyvolává jednu nebo více druhotných reakcí tím, že vytvoří na molekule reaktivní centrum, které poté vede k řetězové reakci. Reaktivní centrum vytvořené iniciací je obvykle radikálové povahy, ale může jít i o anion nebo kation.
Po iniciaci reakce následuje propagace, v níž reaktivní centra reagují se stabilními molekulami, čímž vytváří další stabilní i reaktivní částice. Takto mohou vznikat dlouhé řetězce (polymery). Následně spojením dvou reaktivních částic dochází k terminaci.
Iniciační reakce se dělí do několika druhů, dvěma hlavními jsou tepelná a světelná iniciace (fotoiniciace).

## Tepelné iniciace

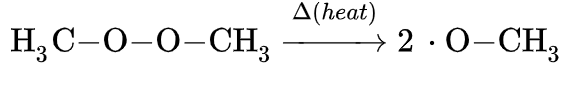
Tepelná iniciace dimethylperoxidu

Tepelné iniciace jsou vyvolávány teplem, často za vysokých teplot. Zahřívání může vést k tvorbě radikálů. Zahřívané monomery se často samoiniciují a reagují s dalšími monomery v samovolné polymerizace; teploty potřebné k takovým reakcím bývají až 200 °C; k iniciaci a polymerizaci dvou stejných polymerů (homopolymerizaci) se obvykle používají teploty okolo 180 °C. Kopolymerizace, využívající různé druhy monomerů, mohou probíhat i za nižších teplot. Samoiniciace mezi dvojicí stejných monomerů jsou vzácné. Místo monomerů se někdy iniciují a polymerizují přítomné nečistoty.

## Fotoiniciace
Fotoiniciace se provádějí průchodem světla reakční nádobou, přičemž se tvoří radikály a/nebo ionty, které se poté mohou polymerizovat. Fotoiniciace lze rozdělit do dvou skupin, na fotoredoxní a vnitromolekulární. Tento druh iniciace je možné uskutečnit za mnohem nižších teplot než tepelné iniciace, často za pokojové teploty; fotoiniciace se tak využívají častěji. Při fotoiniciacích se také objevuje méně vedlejších reakcí.

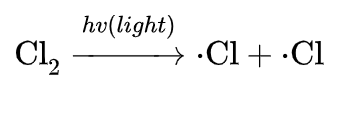
Fotoiniciace dichloru na dva chlorové radikály